# Bảng xếp hạng bóng chuyền FIVB
Bảng xếp hạng bóng chuyền FIVB là hệ thống xếp hạng dành cho các đội tuyển quốc gia nam và nữ trong bộ môn bóng chuyền. Các đội tuyển là quốc gia thành viên của liên đoàn FIVB, nơi điều hành mọi hoạt động bóng chuyền trên toàn thế giới, được xếp hạng dựa trên kết quả các trận thi đấu. Đội tuyển có nhiều thắng lợi nhất sẽ được xếp hạng cao nhất. Hệ thống điểm được quy đổi với điểm thưởng dựa trên tầm quan trọng của mỗi giải đấu quốc tế hoặc châu lục. Tính đến tháng 01 năm 2023, 3 đội tuyển dẫn đầu trên bảng xếp hạng của nam là  Ba Lan, Ý và Pháp; của nữ là Serbia, Ý và  Brazil.
Thứ hạng được sử dụng trong các cuộc thi đấu quốc tế nhằm xác định các đội hạt giống, từ đó sắp xếp vào các bảng đấu. Cụ thể, thủ tục chọn và chia bảng các đội được FIVB quy định riêng tùy theo thể thức của mỗi giải đấu, trong đó, phương pháp thường được sử dụng là hệ thống serpentine. 
Hệ thống xếp hạng đã được làm mới hoàn toàn từ sau giải bóng chuyền World League của nam và World Grand Prix của nữ năm 2006.

## Bảng xếp hạng đội tuyển quốc gia

### Nam
| Top 30 đội tính đến tháng 8 năm 2023 |            |             |      |
| Hạng                                 | Thay đổi   | Đội         | Điểm |
| 1                                    | Giữ nguyên | Ba Lan      | 408  |
| 2                                    | Giữ nguyên | Hoa Kỳ      | 375  |
| 3                                    | Giữ nguyên | Ý           | 359  |
| 4                                    | Giữ nguyên | Brasil      | 346  |
| 2                                    | Giữ nguyên | Nhật Bản    | 329  |
| 6                                    | Giữ nguyên | Pháp        | 323  |
| 7                                    | Giữ nguyên | Argentina   | 305  |
| 8                                    | Giữ nguyên | Slovenia    | 285  |
| 9                                    | Giữ nguyên | Serbia      | 259  |
| 10                                   | Giữ nguyên | Iran        | 244  |
| 11                                   | Giữ nguyên | Hà Lan      | 233  |
| 12                                   | Giữ nguyên | Thổ Nhĩ Kỳ  | 208  |
| 13                                   | Giữ nguyên | Ukraina     | 200  |
| 14                                   | Giữ nguyên | Cuba        | 195  |
| 15                                   | Giữ nguyên | Đức         | 182  |
| 16                                   | Giữ nguyên | Qatar       | 181  |
| 17                                   | Giữ nguyên | Canada      | 180  |
| 18                                   | Giữ nguyên | México      | 177  |
| 19                                   | Giữ nguyên | Tunisia     | 167  |
| 20                                   | Giữ nguyên | Ai Cập      | 157  |
| 21                                   | Giữ nguyên | Séc         | 154  |
| 22                                   | Giữ nguyên | Phần Lan    | 149  |
| 23                                   | Giữ nguyên | Bỉ          | 148  |
| 24                                   | Giữ nguyên | Chile       | 145  |
| 25                                   | Giữ nguyên | Bồ Đào Nha  | 140  |
| 26                                   | Giữ nguyên | Hàn Quốc    | 137  |
| 27                                   | Giữ nguyên | Cameroon    | 136  |
| 28                                   | Giữ nguyên | Puerto Rico | 135  |
| 29                                   | Giữ nguyên | Trung Quốc  | 135  |
| 30                                   | Giữ nguyên | Bulgaria    | 133  |

### Nữ
| Top 30 đội tính đến tháng 8 năm 2023 |            |                   |      |
| Hạng                                 | Thay đổi   | Đội               | Điểm |
| 1                                    | Giữ nguyên | Thổ Nhĩ Kỳ        | 371  |
| 2                                    | Giữ nguyên | Ý                 | 359  |
| 3                                    | Giữ nguyên | Hoa Kỳ            | 358  |
| 4                                    | Giữ nguyên | Brasil            | 356  |
| 5                                    | Giữ nguyên | Serbia            | 351  |
| 6                                    | Giữ nguyên | Trung Quốc        | 345  |
| 7                                    | Giữ nguyên | Ba Lan            | 317  |
| 8                                    | Giữ nguyên | Nhật Bản          | 304  |
| 9                                    | Giữ nguyên | Cộng hòa Dominica | 270  |
| 10                                   | Giữ nguyên | Hà Lan            | 269  |
| 11                                   | Giữ nguyên | Canada            | 240  |
| 12                                   | Giữ nguyên | Đức               | 227  |
| 13                                   | Giữ nguyên | Bỉ                | 218  |
| 14                                   | Giữ nguyên | Bulgaria          | 185  |
| 15                                   | Giữ nguyên | Pháp              | 184  |
| 16                                   | Giữ nguyên | Thái Lan          | 177  |
| 17                                   | Giữ nguyên | Ukraina           | 176  |
| 18                                   | Giữ nguyên | Séc               | 173  |
| 19                                   | Giữ nguyên | Puerto Rico       | 172  |
| 20                                   | Giữ nguyên | Argentina         | 171  |
| 21                                   | Giữ nguyên | Colombia          | 165  |
| 22                                   | Giữ nguyên | Kenya             | 162  |
| 23                                   | Giữ nguyên | México            | 156  |
| 24                                   | Giữ nguyên | Slovakia          | 137  |
| 25                                   | Giữ nguyên | Cuba              | 137  |
| 26                                   | Giữ nguyên | Slovenia          | 136  |
| 27                                   | Giữ nguyên | Cameroon          | 136  |
| 28                                   | Giữ nguyên | Thụy Điển         | 135  |
| 29                                   | Giữ nguyên | Perú              | 117  |
| 30                                   | Giữ nguyên | Tây Ban Nha       | 115  |

## Bảng xếp hạng đội tuyển U20 - 21

### U21 Nam
| Top 30 đội tính đến tháng 8 năm 2023 |            |                   |      |
| Hạng                                 | Thay đổi   | Đội               | Điểm |
| 1                                    | Giữ nguyên | Iran              | 130  |
| 2                                    | Giữ nguyên | Ý                 | 120  |
| 3                                    | Giữ nguyên | Bulgaria          | 102  |
| 4                                    | Giữ nguyên | Argentina         | 96   |
| 5                                    | Giữ nguyên | Ba Lan            | 86   |
| 6                                    | Giữ nguyên | Brasil            | 80   |
| 7                                    | Giữ nguyên | Bỉ                | 58   |
| 8                                    | Giữ nguyên | Ai Cập            | 55   |
| 9                                    | Giữ nguyên | Thái Lan          | 48   |
| 10                                   | Giữ nguyên | Hoa Kỳ            | 43   |
| 11                                   | Giữ nguyên | Ấn Độ             | 41   |
| 12                                   | Giữ nguyên | Canada            | 40   |
| 13                                   | Giữ nguyên | México            | 38   |
| 14                                   | Giữ nguyên | Tunisia           | 36   |
| 15                                   | Giữ nguyên | Séc               | 25   |
| 16                                   | Giữ nguyên | Cameroon          | 22   |
| 16                                   | Giữ nguyên | Hàn Quốc          | 22   |
| 16                                   | Giữ nguyên | Chile             | 22   |
| 19                                   | Giữ nguyên | Perú              | 18   |
| 19                                   | Giữ nguyên | Nigeria           | 18   |
| 21                                   | Giữ nguyên | Bahrain           | 16   |
| 22                                   | Giữ nguyên | Pháp              | 14   |
| 22                                   | Giữ nguyên | Cộng hòa Dominica | 14   |
| 22                                   | Giữ nguyên | Bolivia           | 14   |
| 22                                   | Giữ nguyên | Libya             | 14   |
| 22                                   | Giữ nguyên | Bangladesh        | 14   |
| 27                                   | Giữ nguyên | Slovenia          | 10   |
| 27                                   | Giữ nguyên | Trung Quốc        | 10   |
| 27                                   | Giữ nguyên | Haiti             | 10   |
| 27                                   | Giữ nguyên | Gambia            | 10   |

### U20 Nữ
| Top 30 đội tính đến tháng 10 năm 2022 |            |                   |      |
| Hạng                                  | Thay đổi   | Đội               | Điểm |
| 1                                     | Giữ nguyên | Ý                 | 130  |
| 2                                     | Giữ nguyên | Serbia            | 116  |
| 3                                     | Giữ nguyên | Hoa Kỳ            | 90   |
| 4                                     | Giữ nguyên | Hà Lan            | 88   |
| 5                                     | Giữ nguyên | Nga               | 80   |
| 6                                     | Giữ nguyên | Ba Lan            | 72   |
| 7                                     | Giữ nguyên | Brasil            | 70   |
| 8                                     | Giữ nguyên | Ai Cập            | 45   |
| 9                                     | Giữ nguyên | Argentina         | 44   |
| 10                                    | Giữ nguyên | Cộng hòa Dominica | 40   |
| 11                                    | Giữ nguyên | Thổ Nhĩ Kỳ        | 34   |
| 11                                    | Giữ nguyên | Thái Lan          | 34   |
| 13                                    | Giữ nguyên | Nhật Bản          | 30   |
| 14                                    | Giữ nguyên | Puerto Rico       | 28   |
| 15                                    | Giữ nguyên | Trung Quốc        | 26   |
| 15                                    | Giữ nguyên | México            | 26   |
| 15                                    | Giữ nguyên | Tunisia           | 26   |
| 18                                    | Giữ nguyên | Belarus           | 25   |
| 19                                    | Giữ nguyên | Cuba              | 22   |
| 19                                    | Giữ nguyên | Cameroon          | 22   |
| 19                                    | Giữ nguyên | Colombia          | 22   |
| 22                                    | Giữ nguyên | Perú              | 18   |
| 22                                    | Giữ nguyên | Hàn Quốc          | 18   |
| 24                                    | Giữ nguyên | Maroc             | 18   |
| 25                                    | Giữ nguyên | Bỉ                | 15   |
| 26                                    | Giữ nguyên | Đài Bắc Trung Hoa | 14   |
| 26                                    | Giữ nguyên | Chile             | 14   |
| 26                                    | Giữ nguyên | Canada            | 14   |
| 29                                    | Giữ nguyên | Rwanda            | 11   |
| 30                                    | Giữ nguyên | Croatia           | 10   |
| 30                                    | Giữ nguyên | Uruguay           | 10   |
| 30                                    | Giữ nguyên | Iran              | 10   |

## Bảng xếp hạng đội tuyển U18 - 19

### U19 Nam
| Top 30 đội tính đến tháng 10 năm 2022 |            |                   |      |
| Hạng                                  | Thay đổi   | Đội               | Điểm |
| 1                                     | Giữ nguyên | Bulgaria          | 112  |
| 2                                     | Giữ nguyên | Iran              | 106  |
| 3                                     | Giữ nguyên | Ba Lan            | 105  |
| 4                                     | Giữ nguyên | Argentina         | 90   |
| 5                                     | Giữ nguyên | Ý                 | 80   |
| 6                                     | Giữ nguyên | Nga               | 72   |
| 7                                     | Giữ nguyên | Brasil            | 66   |
| 8                                     | Giữ nguyên | Nigeria           | 42   |
| 8                                     | Giữ nguyên | Ấn Độ             | 42   |
| 10                                    | Giữ nguyên | Ai Cập            | 41   |
| 11                                    | Giữ nguyên | Đức               | 33   |
| 11                                    | Giữ nguyên | Colombia          | 33   |
| 13                                    | Giữ nguyên | Séc               | 30   |
| 13                                    | Giữ nguyên | Nhật Bản          | 30   |
| 13                                    | Giữ nguyên | Hoa Kỳ            | 30   |
| 16                                    | Giữ nguyên | Cameroon          | 29   |
| 17                                    | Giữ nguyên | Bỉ                | 28   |
| 18                                    | Giữ nguyên | Pháp              | 26   |
| 18                                    | Giữ nguyên | México            | 26   |
| 20                                    | Giữ nguyên | Puerto Rico       | 22   |
| 21                                    | Giữ nguyên | Guatemala         | 20   |
| 22                                    | Giữ nguyên | Thái Lan          | 18   |
| 22                                    | Giữ nguyên | Serbia            | 18   |
| 22                                    | Giữ nguyên | Hàn Quốc          | 18   |
| 22                                    | Giữ nguyên | Tunisia           | 18   |
| 22                                    | Giữ nguyên | Chile             | 18   |
| 22                                    | Giữ nguyên | Costa Rica        | 18   |
| 28                                    | Giữ nguyên | Cộng hòa Dominica | 16   |
| 29                                    | Giữ nguyên | Slovenia          | 14   |
| 29                                    | Giữ nguyên | Algérie           | 14   |
| 29                                    | Giữ nguyên | Trung Quốc        | 14   |
| 29                                    | Giữ nguyên | Uruguay           | 14   |

### U18 Nữ
| Top 30 đội tính đến tháng 8 năm 2023 |            |                   |      |
| Hạng                                 | Thay đổi   | Đội               | Điểm |
| 1                                    | Giữ nguyên | Ý                 | 120  |
| 2                                    | Giữ nguyên | Hoa Kỳ            | 110  |
| 3                                    | Giữ nguyên | Nga               | 102  |
| 4                                    | Giữ nguyên | Serbia            | 88   |
| 5                                    | Giữ nguyên | Brasil            | 86   |
| 6                                    | Giữ nguyên | Thổ Nhĩ Kỳ        | 66   |
| 7                                    | Giữ nguyên | Argentina         | 55   |
| 8                                    | Giữ nguyên | România           | 52   |
| 9                                    | Giữ nguyên | Cộng hòa Dominica | 46   |
| 10                                   | Giữ nguyên | Ba Lan            | 44   |
| 11                                   | Giữ nguyên | Ai Cập            | 37   |
| 12                                   | Giữ nguyên | Puerto Rico       | 36   |
| 13                                   | Giữ nguyên | Thái Lan          | 33   |
| 14                                   | Giữ nguyên | Cameroon          | 32   |
| 15                                   | Giữ nguyên | México            | 31   |
| 16                                   | Giữ nguyên | Perú              | 30   |
| 16                                   | Giữ nguyên | Nhật Bản          | 30   |
| 18                                   | Giữ nguyên | Nigeria           | 28   |
| 19                                   | Giữ nguyên | Trung Quốc        | 26   |
| 20                                   | Giữ nguyên | Canada            | 24   |
| 21                                   | Giữ nguyên | Hàn Quốc          | 22   |
| 21                                   | Giữ nguyên | Đức               | 22   |
| 21                                   | Giữ nguyên | Chile             | 22   |
| 24                                   | Giữ nguyên | Bulgaria          | 18   |
| 25                                   | Giữ nguyên | Slovakia          | 17   |
| 26                                   | Giữ nguyên | Đài Bắc Trung Hoa | 14   |
| 26                                   | Giữ nguyên | Bolivia           | 14   |
| 28                                   | Giữ nguyên | Costa Rica        | 10   |
| 28                                   | Giữ nguyên | Kazakhstan        | 10   |
| 28                                   | Giữ nguyên | Venezuela         | 10   |

## Điểm thưởng quy đổi tương đương

### Giải đấu Thế giới
| Giải đấu của FIVB   |                             |                            |                    |           |                    |                       |
| Xếp hạng chung cuộc | Giải vô địch thế giới (Nam) | Giải vô địch thế giới (Nữ) | Thế vận hội Mùa hè | World Cup | World League (Nam) | World Grand Prix (Nữ) |
| 1                   | 100                         | 100                        | 100                | 100       | 50                 | 50                    |
| 2                   | 90                          | 90                         | 90                 | 90        | 45                 | 45                    |
| 3                   | 80                          | 80                         | 80                 | 80        | 42                 | 42                    |
| 4                   | 70                          | 70                         | 70                 | 70        | 40                 | 40                    |
| 5                   | 62                          | 58                         | 50                 | 50        | 38                 | 38                    |
| 6                   | 56                          | 58                         | 50                 | 40        | 38                 | 35                    |
| 7                   | 50                          | 50                         | 50                 | 30        | 34                 | 32                    |
| 8                   | 50                          | 50                         | 50                 | 25        | 32                 | 30                    |
| 9                   | 45                          | 45                         | 30                 | 5         | 30                 | 28                    |
| 10                  | 45                          | 45                         | 30                 | 5         | 28                 | 26                    |
| 11                  | 40                          | 40                         | 20                 | 5         | 26                 | 24                    |
| 12                  | 40                          | 40                         | 20                 | 5         | 24                 | 22                    |
| 13                  | 36                          | 36                         |                    |           | 22                 | 20                    |
| 14                  | 36                          | 36                         | 20                 | 18        |                    |                       |
| 15                  | 33                          | 33                         | 19                 | 17        |                    |                       |
| 16                  | 33                          | 33                         | 18                 | 16        |                    |                       |
| 17                  | 30                          | 30                         | 17                 | 15        |                    |                       |
| 18                  | 30                          | 30                         | 16                 | 14        |                    |                       |
| 19                  | 30                          | 30                         | 15                 | 13        |                    |                       |
| 20                  | 30                          | 30                         | 14                 | 12        |                    |                       |
| 21                  | 25                          | 25                         | 13                 | 10        |                    |                       |
| 22                  | 25                          | 25                         | 12                 | 8         |                    |                       |
| 23                  | 25                          | 25                         | 11                 | 7         |                    |                       |
| 24                  | 25                          | 25                         | 10                 | 6         |                    |                       |
| 25                  |                             |                            | 9                  | 5         |                    |                       |
| 26                  | 8                           | 4                          |                    |           |                    |                       |
| 27                  | 7                           | 3                          |                    |           |                    |                       |
| 28                  | 6                           | 2                          |                    |           |                    |                       |
| 29                  | 5                           |                            |                    |           |                    |                       |
| 30                  | 5                           |                            |                    |           |                    |                       |
| 31                  | 4                           |                            |                    |           |                    |                       |
| 32                  | 4                           |                            |                    |           |                    |                       |
| 33                  | 3                           |                            |                    |           |                    |                       |
| 34                  | 3                           |                            |                    |           |                    |                       |
| 35                  | 2                           |                            |                    |           |                    |                       |
| 36                  | 1                           |                            |                    |           |                    |                       |

### Các giải đấu vòng loại của FIVB
| Vòng loại giải vô địch thế giới                                  |      |                                                                  |      |
| Nam                                                              | Nam  | Nữ                                                               | Nữ   |
| Xếp hạng chung cuộc                                              | Điểm | Xếp hạng chung cuộc                                              | Điểm |
| 2 EUR vòng 3                                                     | 18   | 2 EUR vòng 3                                                     | 18   |
| 3 EUR vòng 3                                                     | 15   | 3 EUR vòng 3                                                     | 15   |
| 2 NOR PO 2 ASI vòng 3                                            | 14   | 2–3 NOR PO                                                       | 14   |
| 3–4 NOR PO 3 ASI vòng 3                                          | 12   | 4–5 NOR PO                                                       | 12   |
| 4 EUR vòng 3 3 NOR vòng 3 2 SAM vòng 3 4 ASI vòng 3 2 AFR vòng 3 | 10   | 4 EUR vòng 3 3 NOR vòng 3 2 SAM vòng 3 3 ASI vòng 3 2 AFR vòng 3 | 10   |
| 4 NOR vòng 3 3 SAM vòng 3 3 AFR vòng 3                           | 9    | 4 NOR vòng 3 3 SAM vòng 3 4 ASI vòng 3 3 AFR vòng 3              | 9    |
| 4 EUR vòng 2 2 NOR vòng 2 4 SAM vòng 3 4 AFR vòng 3              | 8    | 4 EUR vòng 2 5 ASI vòng 3 4 AFR vòng 3                           | 8    |
| 5–6 EUR vòng 2 3 NOR vòng 2 5 AFR vòng 3 2–4 ASI vòng 2          | 7    | 5–6 EUR vòng 2 3 NOR vòng 2 3 ASI vòng 2 5–7 AFR vòng 3          | 7    |
| 2–3 EUR vòng 1 4 NOR vòng 2 3–6 AFR vòng 2                       | 6    | 2–3 EUR vòng 1 4 NOR vòng 2 4 ASI vòng 2 3–6 AFR vòng 2          | 6    |
| 4 EUR vòng 1 2–5 NOR vòng 1 3–4 AFR vòng 1                       | 5    | 4 NOR vòng 1 4–5 EUR vòng 1 5 ASI vòng 2 3–5 AFR vòng 1          | 5    |

| Vòng loại Thế vận hội Mùa hè            |      |
| Xếp hạng chung cuộc (Châu lục/Thế giới) | Điểm |
| Đủ điều kiện                            | 0    |
| 1                                       | 3    |
| 2–3                                     | 2    |
| 4–8                                     | 1    |
| 9-12                                    | 0,5  |

| Vòng loại Châu lục  |      |
| Xếp hạng chung cuộc | Điểm |
| Bị loại             | 1    |

### Giải trẻ thế giới
| Giải đấu của FIVB   |                           |                           |
| Xếp hạng chung cuộc | U23, Trẻ Vô địch Thế giới | U23, Trẻ Vô địch Châu lục |
| 1                   | 100                       | 30                        |
| 2                   | 90                        | 26                        |
| 3                   | 80                        | 22                        |
| 4                   | 70                        | 18                        |
| 5                   | 60                        | 14                        |
| 6                   | 50                        | 10                        |
| 7                   | 40                        | 5                         |
| 8                   | 30                        | 5                         |
| 9                   | 25                        | 3                         |
| 10                  | 20                        | 3                         |
| 11                  | 18                        | 3                         |
| 12                  | 15                        | 3                         |
| 13                  |                           | 2                         |
| 14                  |                           | 2                         |
| 15                  |                           | 2                         |
| 16                  |                           | 2                         |
| 17                  |                           | 2                         |
| 18                  |                           | 2                         |
| 19                  |                           | 2                         |
| 20                  |                           | 2                         |

| Vòng loại Thế giới/Châu lục |      |
| Xếp hạng chung cuộc         | Điểm |
| Bị loại                     | 1    |